# Траян Стойчев
Траян Петков (Петров) Стойчев е български революционер, деец на Вътрешната македоно-одринска революционна организация и на Вътрешната македонска революционна организация.

## Биография
Траян Стойчев е роден в 1879 година в кумановското село Винци, тогава в Османската империя. Присъединява се към ВМОРО в 1902 година и действа като легален деец.
След като Кумановско попада в Сърбия след Междусъюзническата война, в 1914 година Стойчев става нелегален и влиза в четата на войводата Кръстьо Лазаров. В 1915 година четата на Лазаров навлиза в Македония на 1 юни. Още на границата е открита от сръбски стражари и на 9 юни води целодневно сражение в местността Островица между кумановските села Габреш, Живине и Колицко, в което четата не дава жертви. След това четата е предадена в местността Орловец до село Пчиня и на 27, 28 и 29 август 1915 година води голямо сражение, в което загиват много четници.
След намесата на България в Първата световна война през октомври 1915 година се присъединява към 24-и пехотен черноморски полк и служи като водач. Взема участие в сраженията със сърби при Деве баир, Киселица, Паланечко, Страцин и Младо Нагоричане. Награден е от цар Фердинанд I с орден „За заслуга“.
След края на войната се присъединява към възстановената ВМРО и с четите на кумановския войвода Кръстьо Лазаров и на скопския войвода Величко Велянов, както сам казва, обикаля „Македония и македонските българи, подържавайки дух и вера за освобождение“.
След частичното освобождение през 1941 година на Вардарска Македония от България по време на Втората световна война Стойчев се връща в родния си край. На 15 септември 1942 година в местността Орловец, където в 1915 година четата на Кръстьо Лазаров води голямо сражение, е поставен петметров кръст и е организирано поклонение. Присъстват Кръстьо Лазаров и двамата оцелели четници Траян Стойчев и Величко Спасов и 20 000 души от околията. Архимандрит Стефан отслужва панихида в памет на загиналите четници, на която присъства делегация на Кумановското благотворително братство, кметът на Кюстендил Георги Ефремов, конен взвод и работници от Скопие. Областният директор Димитър Раев обявява, че цар Борис III е наградил войводата Кръстьо Лазаров с орден „Свети Александър“ V степен, а живите му другари с орден „Свети Александър“ VI степен, както и с парични награди.
На 15 април 1943 година, като жител на Куманово, Стойчев подава молба за българска народна пенсия, която е одобрена и отпусната от Министерския съвет на Царство България.